# Orkiestra Reprezentacyjna Akademii Górniczo-Hutniczej

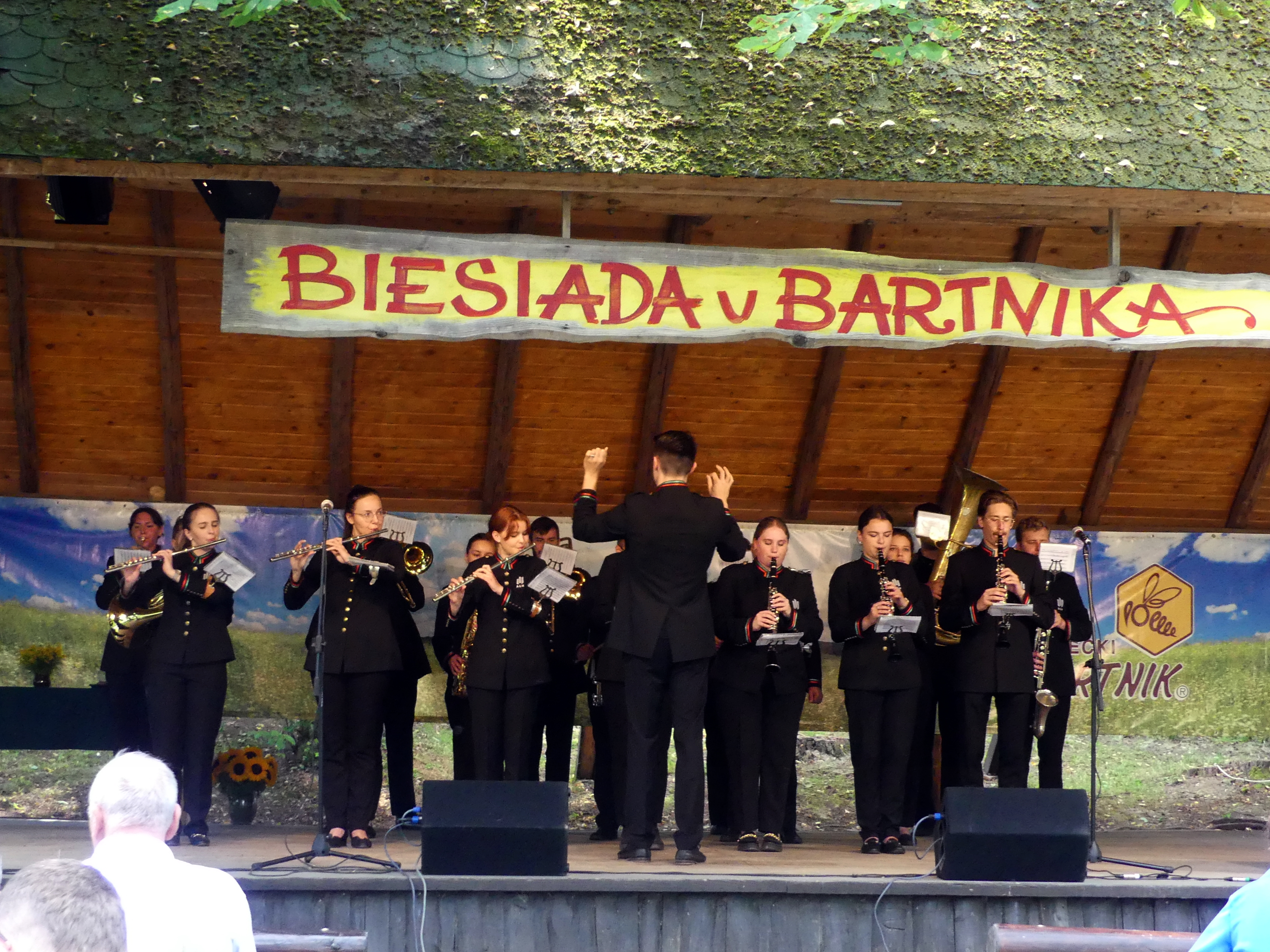
Orkiestra Reprezentacyjna Akademii Górniczo-Hutniczej w czasie występu w Stróżach

Orkiestra Reprezentacyjna Akademii Górniczo-Hutniczej – studencka organizacja artystyczna Akademii Górniczo-Hutniczej im. S. Staszica w Krakowie działającą od 2001 r. Jej głównym celem jest popularyzowanie idei muzyki – rozbudzanie zainteresowań muzycznych, twórczych oraz artystycznych w środowisku studenckim, a także uświetnianie uroczystości odbywających się na terenie uczelni, reprezentowanie i kultywowanie tradycji Akademii Górniczo-Hutniczej.
ORAGH posiada profil zbliżony do concert bandu. Jest orkiestrą dętą wzbogacona o sekcję gitarową. Wykonuje muzykę rozrywkową i utwory marszowe.
W skład orkiestry wchodzą przede wszystkim studenci i absolwenci AGH, ale w swoich szeregach ORAGH ma również muzyków z innych krakowskich uczelni.
Orkiestra prowadzi aktywną działalność koncertową – każdego roku odbywa około trzydziestu koncertów, zarówno w kraju jak i za granicą. Regularnie uczestniczy w przeglądach, konkursach oraz festiwalach muzycznych.

## Historia
Wiosną 2001 roku, grupka studentów Akademii Górniczo-Hutniczej w Krakowie, połączona wspólną pasją do muzyki, stworzyła orkiestrę dętą. Na czele tej grupy stał Łukasz Habera, który został pierwszym dyrygentem zespołu. Władze uczelni wsparły realizację utworzenia zespołu, skład szybko zaczął się powiększać, poszerzyły się także możliwości repertuarowe orkiestry. W 2004 r. odbył się konkurs na profesjonalnego dyrygenta – został nim Dariusz Bylina. Utworzono także Zarząd Orkiestry, który przejął odpowiedzialność za wszystkie sprawy organizacyjne. Jednym z jego pierwszych zadań było utworzenie Statutu Orkiestry, który określił prawa i obowiązki każdego orkiestranta. W 2008 r. w wyniku kolejnego konkursu, dyrygentem zespołu został Sebastian Perłowski. Od 2009 r. na stanowisku dyrygenta pozostaje Karol Pyka.

## Działalność
Działalność koncertowa Orkiestry Reprezentacyjnej AGH utrzymuje się na stałym poziomie, rokrocznie zespół wykonuje około 30 koncertów. Statut orkiestry określa uroczystości uczelniane, na których występuje orkiestra (inauguracja roku akademickiego, Barbórka oraz Dzień Hutnika). Zespół występuje także kilka razy w roku w klubach muzycznych działających na terenie Miasteczka Studenckiego AGH (klub Gwarek, klub Studio), z których najważniejszy jest Koncert Urodzinowy (na przełomie kwietnia i maja). Oprócz tego orkiestra zapraszana jest na różnego typu wydarzenia kulturalne i sportowe organizowane w Krakowie i okolicy (do najważniejszych koncertów należały występy z raperem L.U.C. i zespołem Rebel Babel podczas ceremonii zakończenia Mistrzostw Europy w piłce ręcznej w Krakowie 31 stycznia 2016 r. oraz na krakowskim koncercie z serii Męskie Granie 13 sierpnia 2016 roku). ORAGH corocznie bierze udział w konkursach i festiwal orkiestr dętych w Polsce i za granicą.

## Sukcesy
2004:
- I miejsce w Przeglądzie Orkiestr Dętych w Wieliczce
- I miejsce w XXVII Festiwalu Orkiestr Dętych Małopolski "Echo Trombity" w Nowym Sączu

2006:
- Brązowy dyplom na Międzynarodowym Festiwalu Orkiestr Dętych w Kozach

2007:
- I miejsce w X Wiśnickiej Paradzie Orkiestr Dętych w Nowym Wiśniczu
- II miejsce w XXX Festiwalu Orkiestr Dętych Małopolski "Echo Trombity" w Nowym Sączu

2009:
- Wyróżnienia na międzynarodowym Festiwalu "Balkan Folk Fest" w Bułgarii

2010:
- "Złote Pasmo" podczas XIX edycji festiwalu orkiestr dętych "Złota lira" w Rybniku, połączonego z V Festiwalem Orkiestr Dętych w Chorzowie
- Pierwsza Nagroda oraz wyróżnienie za muzykalność (Premier Prix Mention spéciale pour la musicalité) podczas VIII edycji Differdange International Festival For Winds „Diffwinds” w Differdange (Luksemburg),

2011:
- Wyróżnienie za popularyzację muzyki big-bandowej podczas I edycji Festiwalu Orkiestr Dętych w Puławach

2012:
- "Srebrne Pasmo" podczas XXI edycji festiwalu orkiestr dętych "Złota lira" w Rybniku, połączonego z VII Festiwalem Orkiestr Dętych w Chorzowie oraz XII Festiwalem "Śląsk kraina wielu kultur" w Raciborzu
- Wyróżnienie za kunsztowne wykonanie koncertu podczas II edycji Festiwalu Orkiestr Dętych w Puławach

2013:
- II miejsce na Internazionale Bande Musicali Giulianova(Włochy)

2014:
- Wyróżnieni na I Konkursie Orkiestr Dętych w Konopiskach
- "Złote Pasmo" podczas XXIII edycji festiwalu orkiestr dętych "Złota lira" w Rybniku, połączonego z IX Festiwalem Orkiestr Dętych w Chorzowie
- Dyplom „Best of the Best” na międzynarodowym festiwalu “Balkan Folk Fest” w Bułgarii

2015:
- Wyróżnienie i 2 nagroda publiczności na festiwalu Internazionale Bande Musicali Giulianova (Włochy)

2016:
- 3 miejsce na festiwalu Mitteleuropa Blasmusikfest w Splicie (Chorwacja)
- Grand prix na międzynarodowym festiwalu 'Złota lira' w Rybniku

2017:
- 1 miejsce na II Międzynarodowym Festiwalu i Konkursie Orkiestr Golden Sardana w Lloret de Mar i Barcelonie, Hiszpania[2]

2018:
- 1 miejsce na Międzynarodowym Festiwalu Orkiestr Dętych i Paradnych Alte Kameraden w Gorzowie Wielkopolskim[3]

## Dyskografia
Czarna płyta (2006) pod dyrekcją Dariusza Byliny
1. Saragossa Band arr. Harald Kolash
2. Children of Sanchez arr. Naohiro Iwai
3. Java arr. Thorsten Reinau
4. I Will Survive arr. Bartłomiej Szułakiewicz
5. Soul Bossanova arr. Masato Myokoin
6. Beach Boys arr. Dariusz Bylina
7. The Pink Panther arr. John Edmonson
8. Mambo No. 5 arr. Stefan Rabe
9. Frank Sinatra In Concert arr. Norbert Studnitzky
10. Wiosenne Medytacje arr. Mirosław Rytel
11. Singin’ In The Rain arr. Ronald Kreid
12. Disco Band muz. Lue Gistel
13. Wiwat muz. Leon Landowski

Czerwona płyta (2010) pod dyrekcją Karola Pyki
1. Janosik arr. Bartłomiej Szułakiewicz
2. Chattanooga Choo Choo arr. Naohiro Iwai
3. Phil Collins Collection arr. Peter Kleine Schaars
4. Pirates Of The Caribbean arr. Ted Ricketts
5. Bohemian Rhapsody arr. John Glenes Mortimer
6. Latin Celebrations arr. John Tatgenhorst
7. Stayin’ Alive arr. Naohiro Iwai
8. Indiana Jones Selection arr. Hans Van Der Heide
9. Caravan arr. Naohiro Iwai
10. Deep Purple Medley arr. Toshihiko Sahashi
11. Florentiner March arr. Julius Fucik

Zielona płyta świąteczna (2014) pod dyrekcją Karola Pyki
1. Jest taki dzień S.Krajewski, arr. L. Podolski
2. A Christmas Rockfestival arr. M. Schneider
3. Let it snow! Let it snow! Let it snow! J. Styne, arr. B. M. Jaernes
4. Jingle Bells J. L. Pierpont, arr. N. Iwai
5. All You Want For Christmas arr. P. K. Schaars
6. White Christmas I. Berlin, arr. N. Iwai
7. Sleigh Ride L. Anderson
8. Jingle-Bell Rock J. Beal/J. Boothe, arr. D. Furlano
9. Feliz Navidad J. Feliciano, arr. H. Briegel
10. Polish Christmas Music arr. J. De Meij
11. Coś się dzieje arr. L. Podolski
12. Nad Betlejem w ciemną noc arr. L. Podolski
13. Z narodzenia Pana arr. L. Podolski
14. Cicha noc arr. J. De Haan

Biała płyta (2016) pod dyrekcją Karola Pyki
1. Bez ograniczeń – muz. S. Łosowski, ar. Karol Pyka
2. The Incredibles – muz. M. Giacchino, ar. T. Hoshide
3. BratHanki – muz. Brathanki, ar. M. Rytel
4. Sir Duke – muz. S. Wonder, ar. N. Iwai
5. Bądź moim natchnieniem – muz. S. Kopff, ar. W. Nowakowski
6. Elvis In Concert – ar. P. K. Schaars
7. Europa – muz. C. Santana, ar. J. Thomas
8. Lata 20, lata 30 – muz. H. Warszawski/J. Petersburski – ar. J. Cielibała
9. Puttin’ On The Ritz – muz. I. Berlin, ar. L. Bocci
10. Led Zeppelin On Tour – ar. P. Roszell
11. Odwach – muz. E. Maj